# 허만정
허만정(許萬正, 1897년 - 1952년)은 독립운동가이자 대한민국의 기업가이다. LG그룹의 공동창업주이며, GS그룹의 뿌리이다. 본관은 김해(金海), 자는 태범(泰範), 호는 효주(曉洲)이다.

## 가계
경상남도 진주시 지수면 승산리 김해 허씨 집성촌에서 태어났다. 승산리는 김해 허씨와 능성 구씨의 마을이다. 송시열과 교분이 있었으며 무과 급제 후 평안도병마절도사와 오위도총부부총관을 지낸 연당(蓮堂) 허동립(許東岦)의 후손이다. 아버지 지산정(止愼亭) 허준(許駿, 1844-1932)은 송병선과, 최익현의 문인으로 선공감감역을 지낸 뒤 1886년 진사가 되었고 중추원의관을 거쳐 비서원승을 지냈다.

## 지역사회 구휼과 독립운동
경상남도의 이름난 만석꾼 양반이었으며, 지역사회 구휼과 독립운동에 힘썼다.
1914년 상하이 대한민국 임시정부에 독립운동을 지원하는 비밀자금 조달기관이었던 백산상회 설립에 참여하는 등 후원금을 지원했다. 1923년 백정들의 해방 운동인 진주 형평운동을 후원하기도 했다. 구인회, 이병철, 허정구, 조홍제 등이 졸업한 지수초등학교 부지 제공에 힘썼으며 1925년 진주여자고등학교의 전신인 진주일신여자고등보통학교를 설립했다.

## LG그룹 공동창업과 경영활동
1947년 같은 마을 출신 구인회와 함께 LG그룹의 전신인 락희화학공업을 창업하였다. 또 장남인 허정구에게는 이병철과 함께 삼성물산 경영에 참여시켜 삼성그룹의 공동창업주가 되게 하였고, 삼남인 허준구는 구인회에게 보내 LG그룹 경영에 참여하게 되었다. 그러다가 1952년 한국전쟁 중 별세했다.
LG그룹에서 허씨 일가들이 분리함에 따라 GS그룹의 뿌리로 받들어진다.

## 가족 관계
- 아버지 : 허준(許駿, 1844년 ~ 1932년)
- 어머니 : 함안 조씨(咸安趙氏)
  - 원배: 초계 정씨(草溪鄭氏, 1895년 ~ 1937년), 참봉 정연기(鄭演祈)의 딸, 슬하 5남
    - 장남 : 허정구(許鼎九, 1911년 ~ 1999년, 삼양통상 명예회장)
    - 차남 : 허학구(許學九, 1912년 ~ 1999년, 새로닉스 회장)
    - 삼남 : 허준구(許準九, 1923년 ~ 2002년, LG건설 명예회장)
    - 사남 : 허신구(許愼九, 1929년 ~ 2017년, GS리테일 명예회장)
    - 오남 : 허완구(許完九, 1936년 ~ 2017년, 승산 회장)

  - 계배: 하위정(下位程, 1916년 ~ 2001년), 슬하 3남
    - 육남 : 허승효(許承孝, 1944년 ~ , 알토 회장)
    - 칠남 : 허승표(許承杓, 1946년 ~ , 피플웍스 회장)
    - 팔남: 허승조(許承祖, 1950년 ~ , GS리테일 사장)